# 5003 Сільваномінуто
5003 Сільваномінуто (5003 Silvanominuto) — астероїд головного поясу, відкритий 15 березня 1988 року.
Тіссеранів параметр щодо Юпітера — 3,620.